# Mobilier dans l'Égypte antique

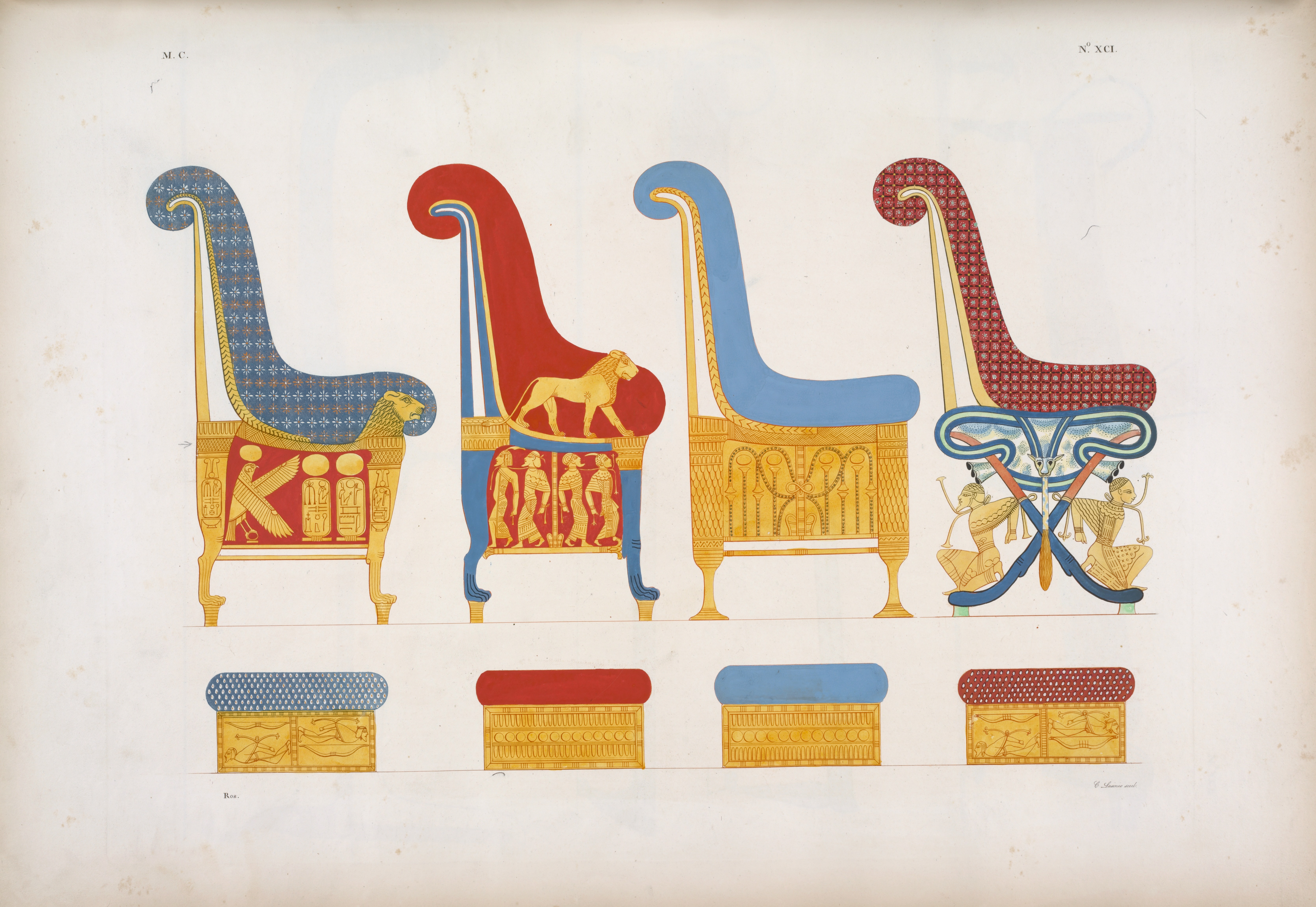
Illustrations de quatre chaises royales

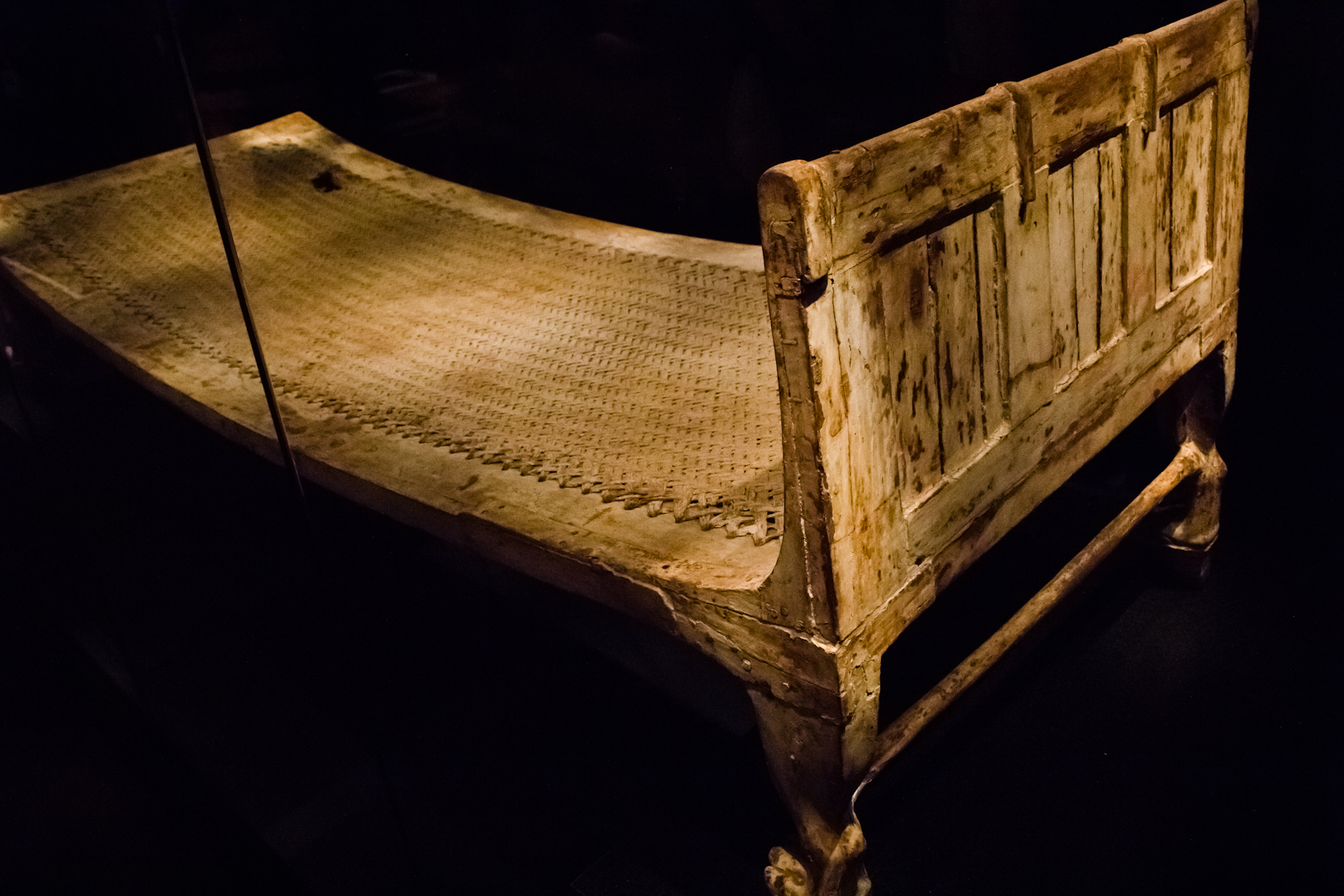
Lit retrouvé dans le tombeau de Toutânkhamon

Les tombes de l'Égypte antique ont permis de découvrir le mobilier de l'époque.
Bien que, selon les normes modernes, les maisons de l'Égypte ancienne aient été très peu meublées, le travail du bois et l'ébénisterie étaient des métiers très développés. Tous les principaux types de meubles sont attestés, soit sous forme d'exemples conservés, soit dans la décoration des tombes. Les chaises étaient réservées aux riches ; la plupart des gens utilisaient des tabourets bas. Les lits étaient constitués d'une armature en bois, soutenue par des nattes ou des sangles en cuir. Les lits les plus élaborés étaient également dotés d'un baldaquin, suspendu à un filet, pour renforcer l'intimité et la protection contre les insectes. Les pieds des chaises, des tabourets et des lits étaient souvent modelés pour ressembler à des sabots de taureau ou, à des époques ultérieures, à des pattes de lion ou à des têtes de canard. Les meubles en bois étaient souvent recouverts d'une couche de plâtre et peints.

## Histoire
L'ameublement égyptien a connu différents styles, correspondant à peu près aux grandes époques de son histoire (Ancien Empire, Moyen Empire, Nouvel Empire, Basse époque puis époque gréco-romaine). La recherche de réalisme des premiers temps a progressivement laissé place à un style symbolique, plus proche de l'art grec.

## Style
Le mobilier égyptien empruntait souvent ses motifs à la nature. Ainsi, les meubles à pied étaient souvent ornés de pattes d'animaux. On voyait beaucoup de plantes à fleurs dans la décoration.
Le mobilier égyptien a fortement influencé le développement du mobilier gréco-romain. Il a également été l'une des principales sources d'inspiration d'un style connu sous le nom d'Empire. Les principaux motifs utilisés sont : les feuilles de palmier et de lotus, les fleurs, les têtes et les griffes de lion, les sabots de taureau, les têtes d'oiseau et les combinaisons géométriques. Le tout est sobre et à caractère monumental.

## Meubles royaux
Les meubles royaux étaient plus élaborés, faisant appel aux incrustations, aux placages et à la marqueterie. Les objets funéraires de la tombe de Toutânkhamon comprennent des tables, des boîtes et des coffres, un trône doré et des lits rituels en forme d'hippopotames et de bovins allongés. L'équipement funéraire d'Hétep-Hérès Ire comprenait un ensemble de meubles de voyage, légers et faciles à démonter. Ces meubles devaient être utilisés lors des campagnes militaires et autres voyages royaux.

## Meubles courants
Les maisons égyptiennes, assez peu occupées par leurs propriétaires étaient en conséquence peu meublées.
On y trouvait toutefois:
- Des lits, en bois parfois doré, un appui-tête en bois servait d'oreiller[5];
- Des chaises en bois peint et sculpté, les trônes royaux étaient en or, incrustés de pierres précieuses[6];
- Des tables, parfois damées, qui servait à la fois à manger mais aussi pour les loisirs.

## Objets

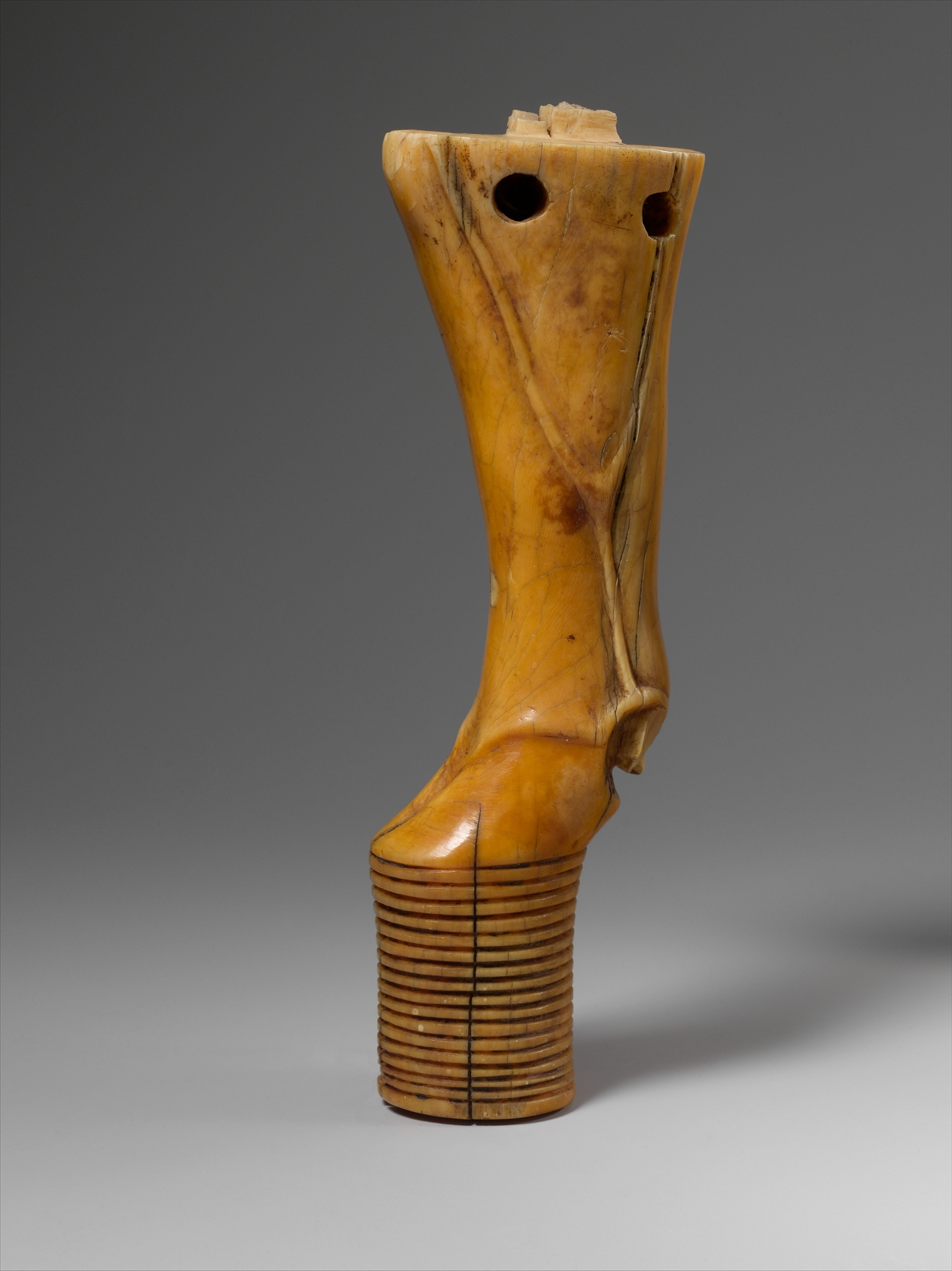
Pied de meuble en forme de jambe de taureau ; 2960-2770 avant J.-C. ; ivoire d'hippopotame ; hauteur : 17 cm, largeur : 3,4 cm, profondeur : 5,8 cm ; Metropolitan Museum of Art.
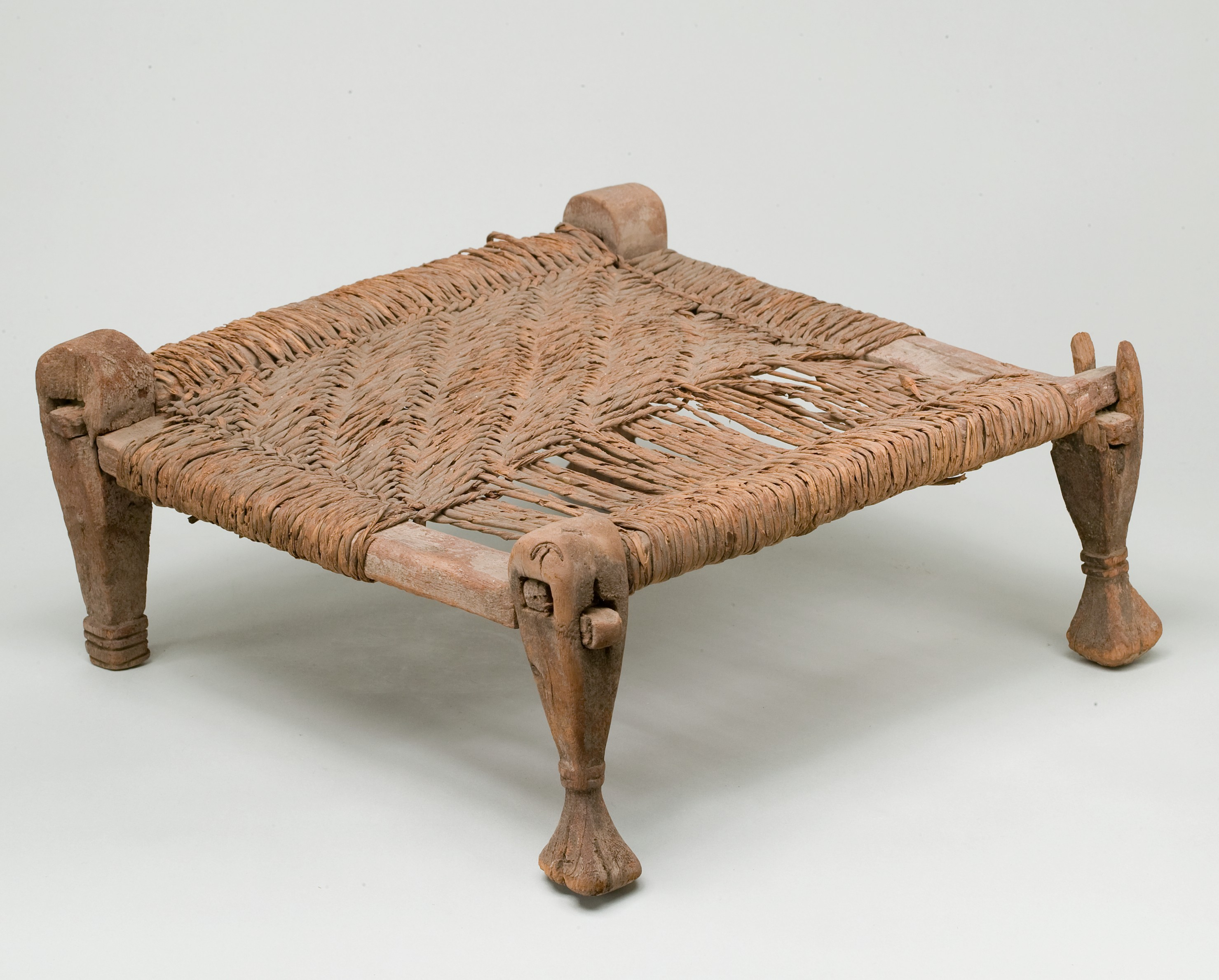
Tabouret avec siège tissé ; 1991-1450 avant J.-C. ; bois et roseau ; hauteur : 13 cm ; Metropolitan Museum of Art.
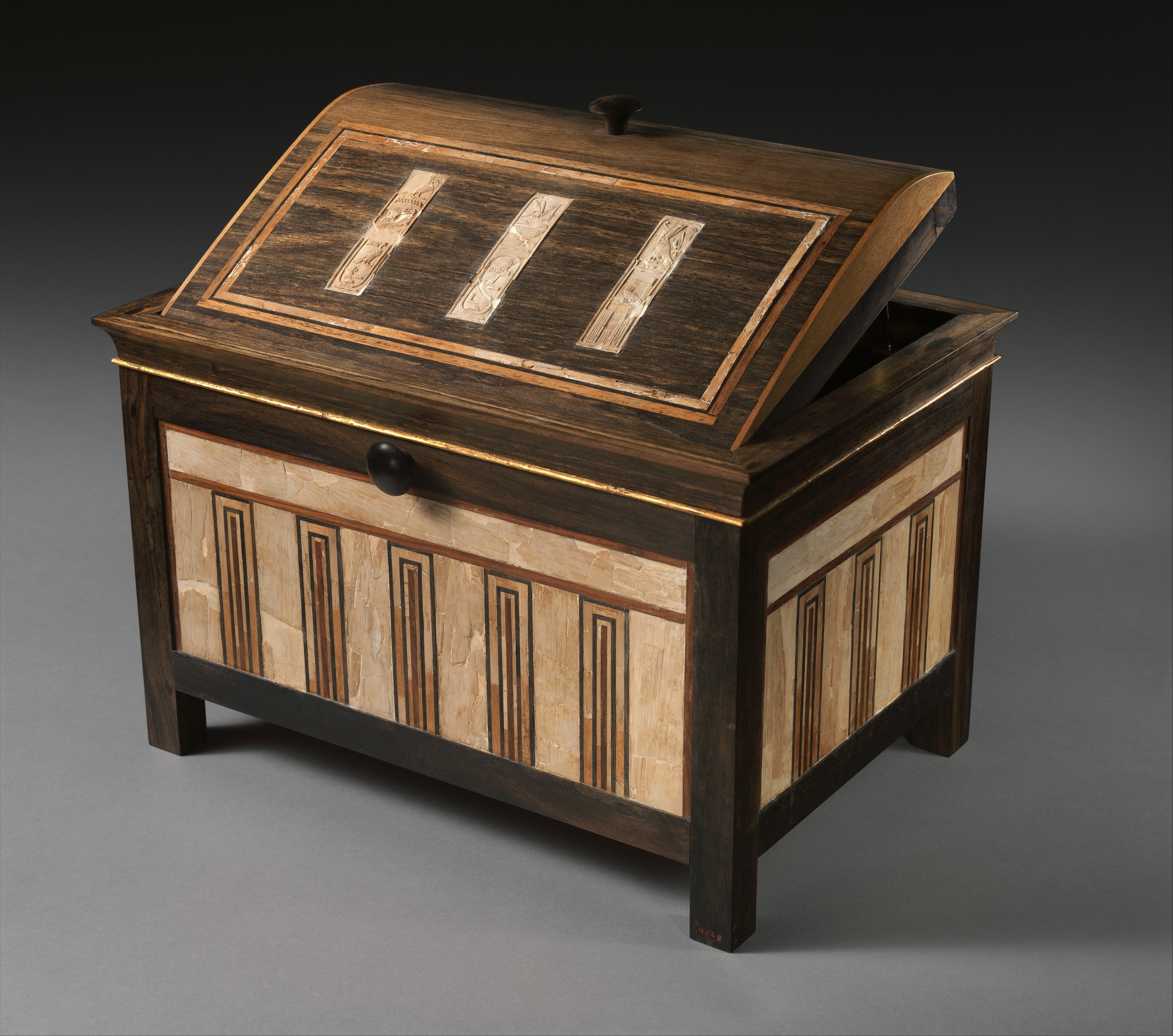
Boîte marquetée pour récipients cosmétiques de Sithathoryounet ; 1887-1813 av. J.-C. ; ébène, incrustation d'ivoire et de bois rouge (restauré) et garniture en or ; hauteur : 25,2 cm, longueur : 36,4 cm, profondeur : 25,2 cm ; Metropolitan Museum of Art.
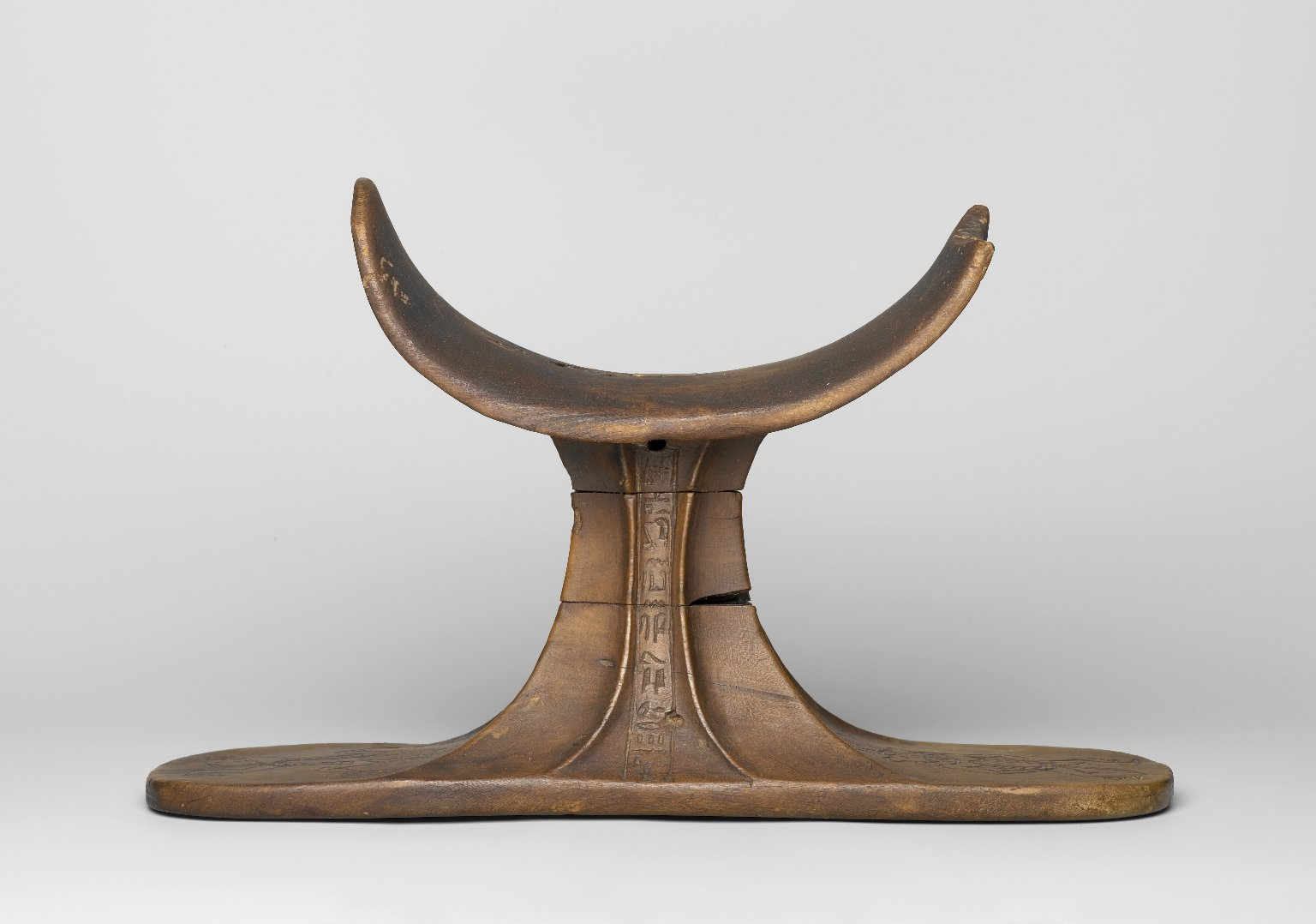
Appui-tête ; 1539-1190 avant J.-C. ; bois ; 17,8 × 28,6 × 7,6 cm ; Brooklyn Museum.
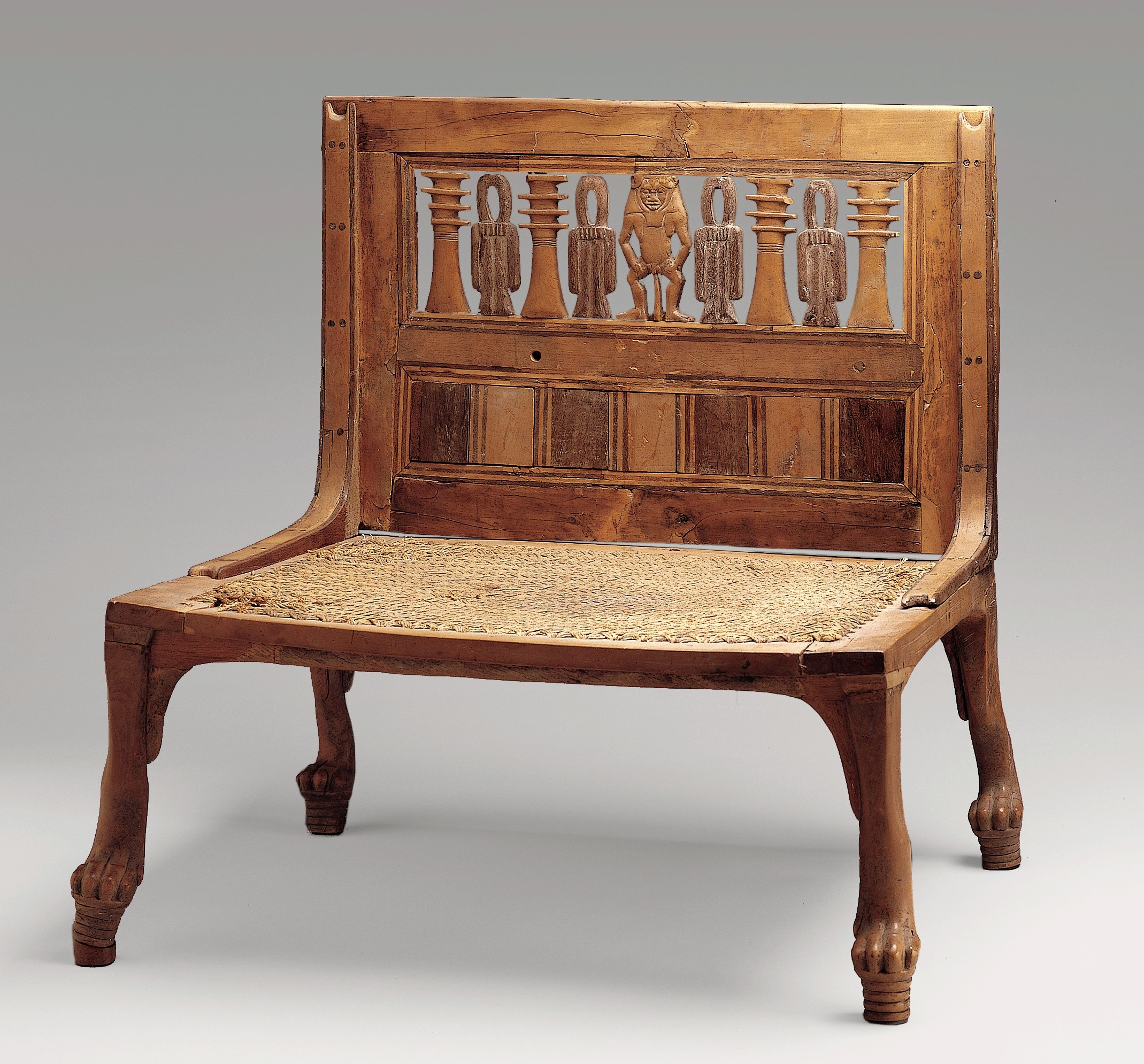
Chaise de Hatnefer ; 1492-1473 BC ; buis, cyprès, ébène et corde de lin ; hauteur : 53 cm ; Metropolitan Museum of Art.
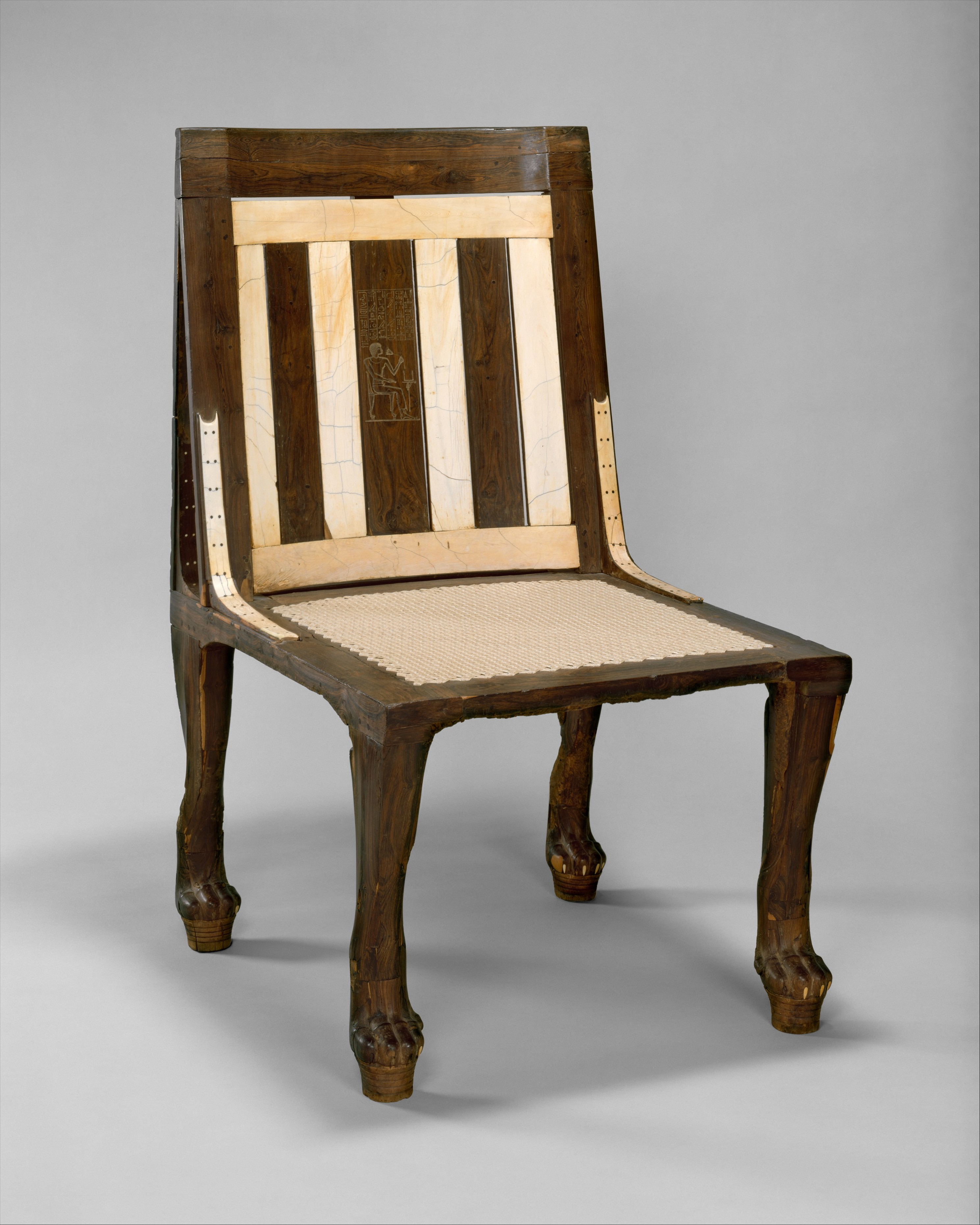
Chaise de Reniseneb ; 1450 BC ; bois, ébène et ivoire ; hauteur : 86,2 cm ; Metropolitan Museum of Art.
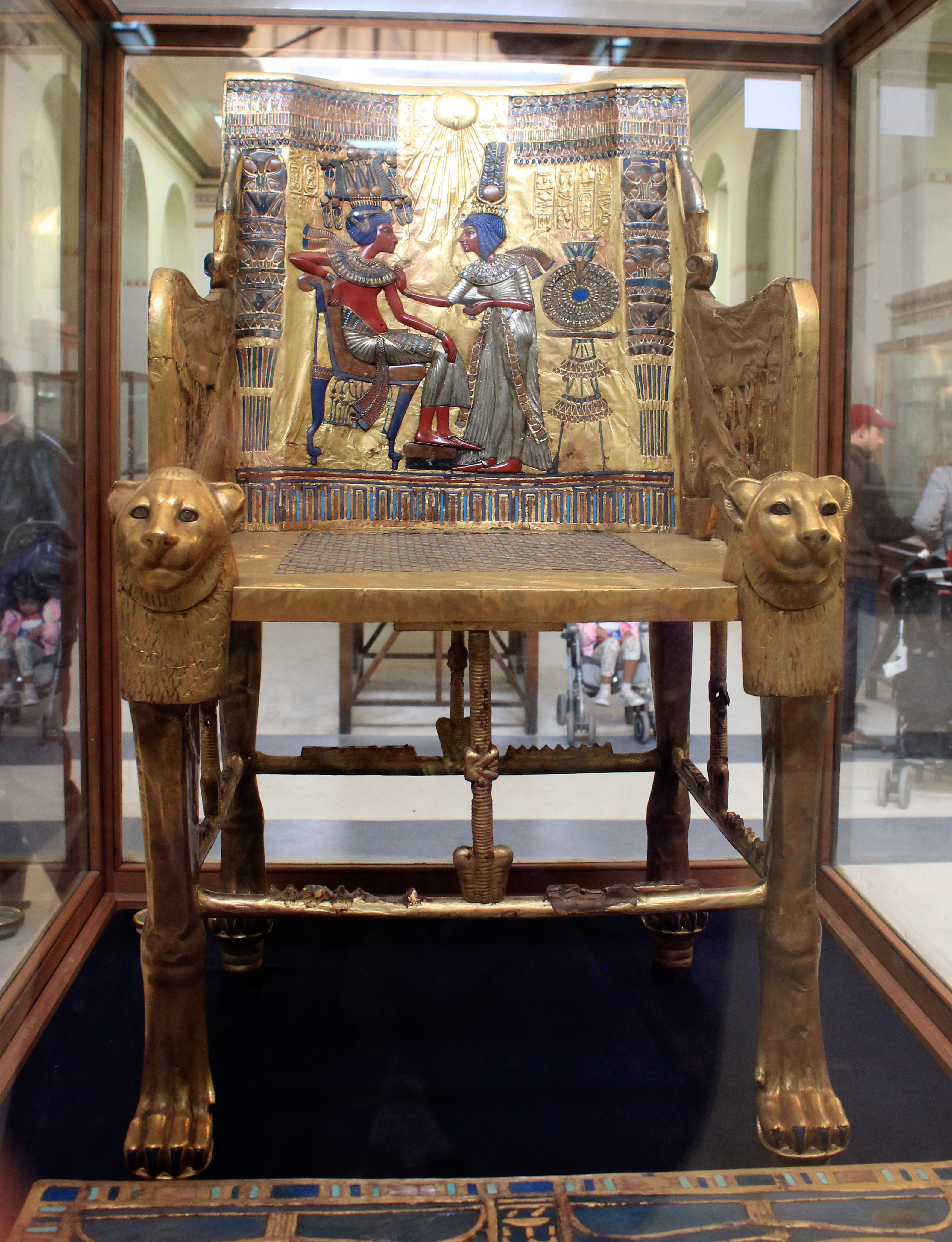
Le trône de Toutânkhamon ; 1336-1327 av. J.-C. ; bois recouvert de feuilles d'or, d'argent, de pierre semi-précieuse et d'autres pierres, de faïence, de verre et de bronze ; hauteur : 1 m ; Musée égyptien du Caire.
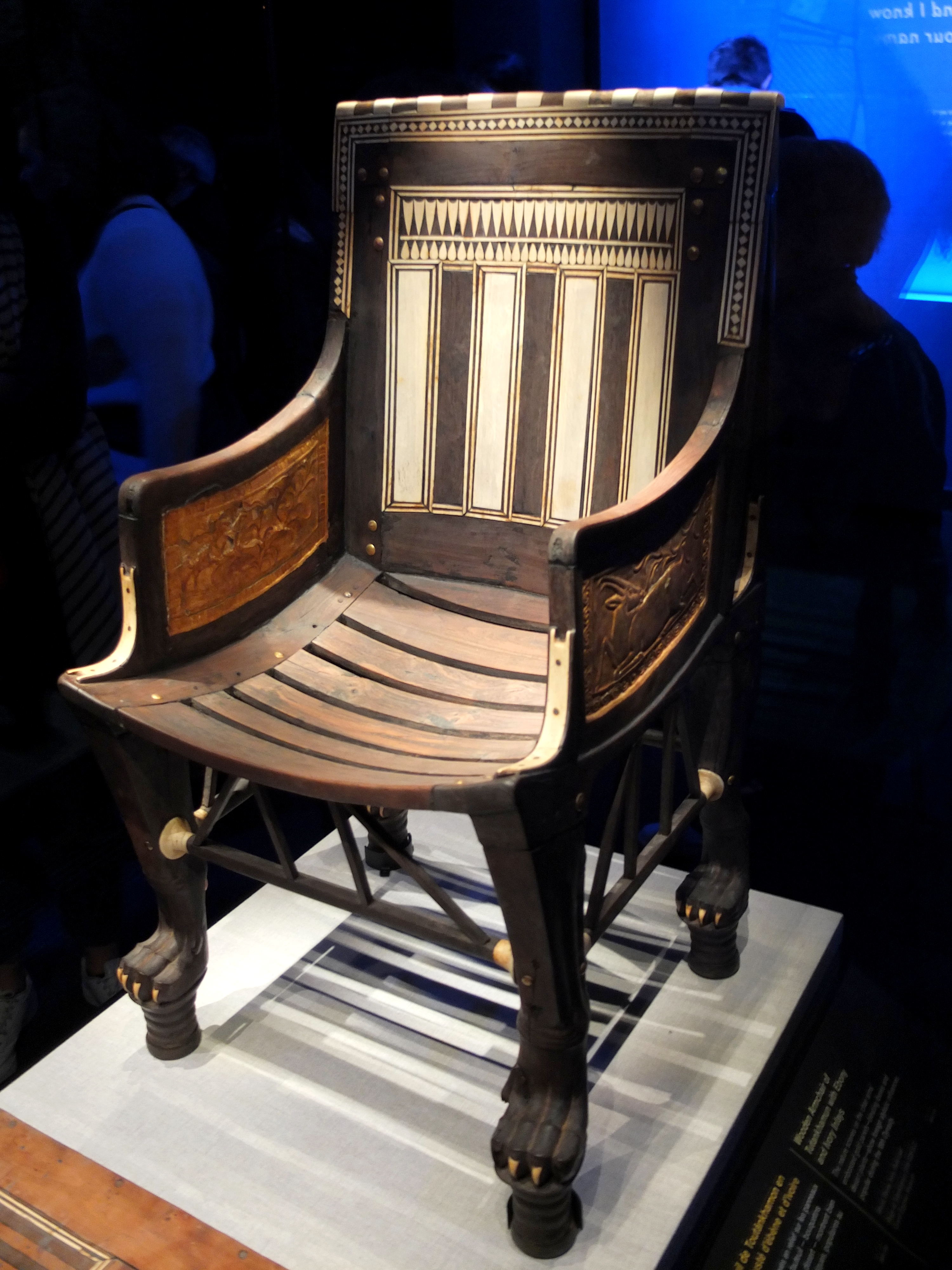
Fauteuil de Toutânkhamon ; 1336-1326 av. J.-C. ; bois, ébène, ivoire et feuille d'or ; hauteur : 71 cm ; Exposition du trésor de Toutânkhamon à Paris (2019).
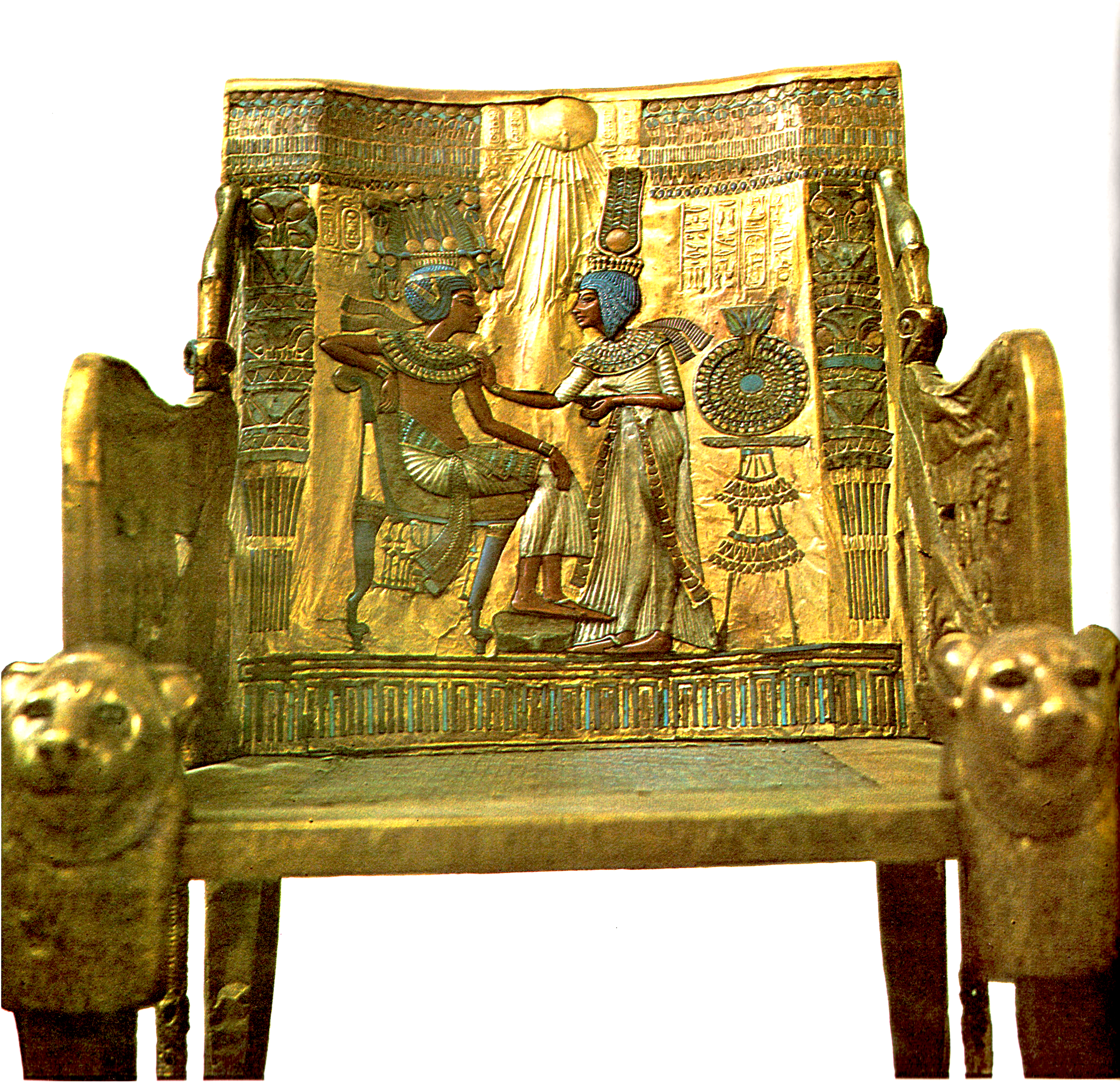
Trône retrouvé dans le tombeau de Toutânkhamon
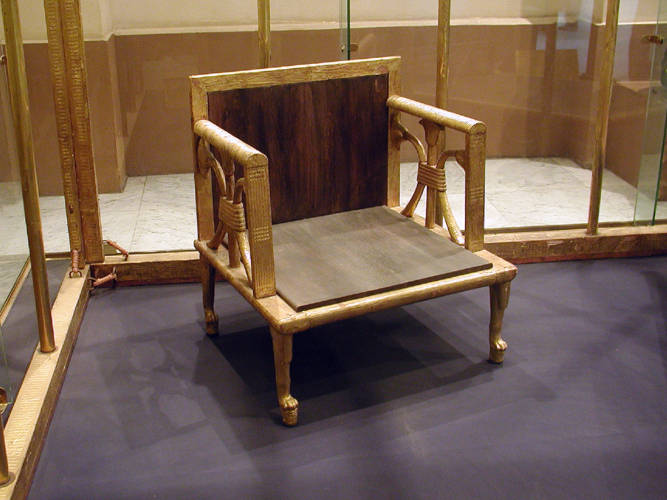
Trône de la reine Hétep-Hérès Ire
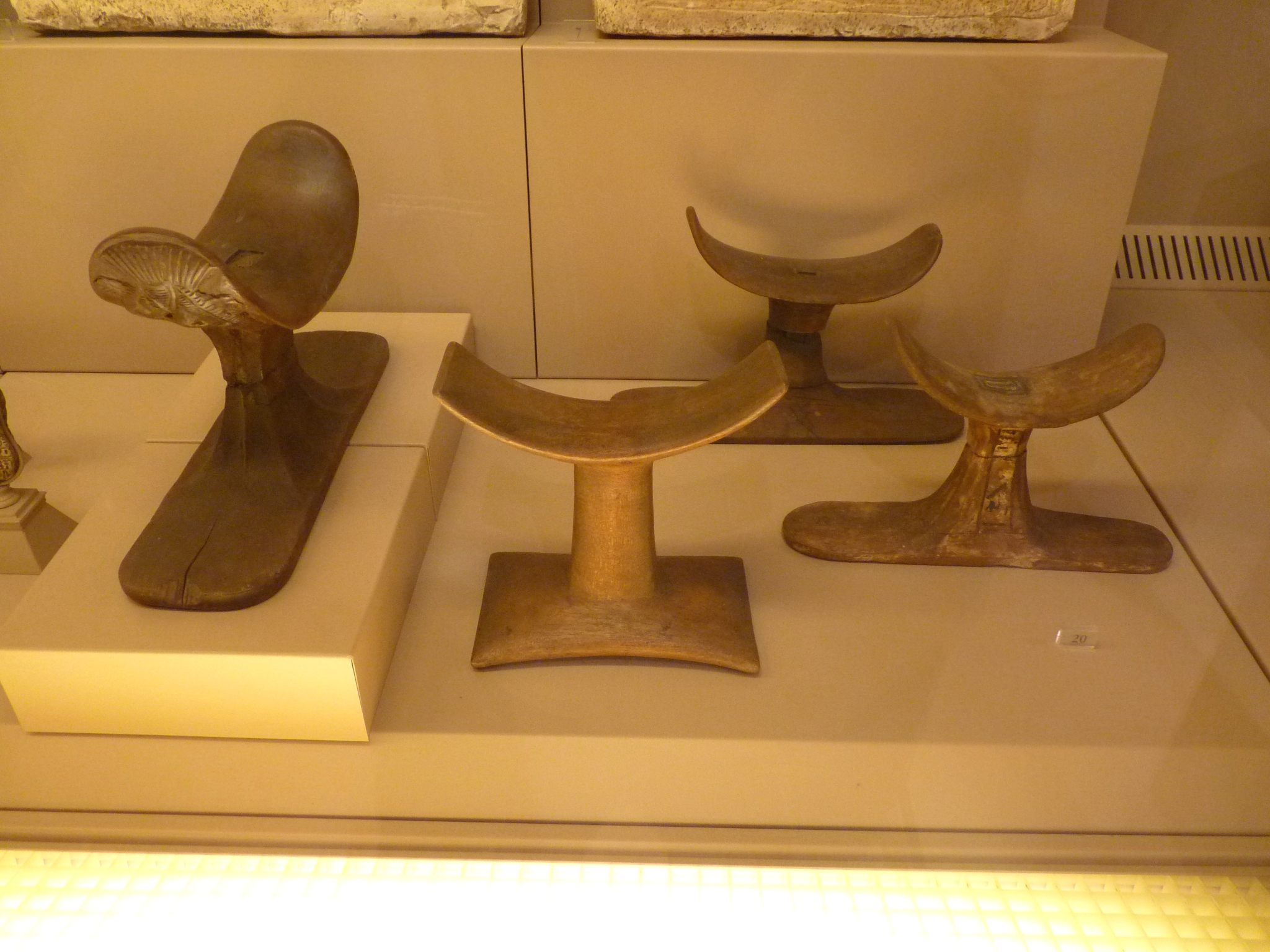
Appuis-tête
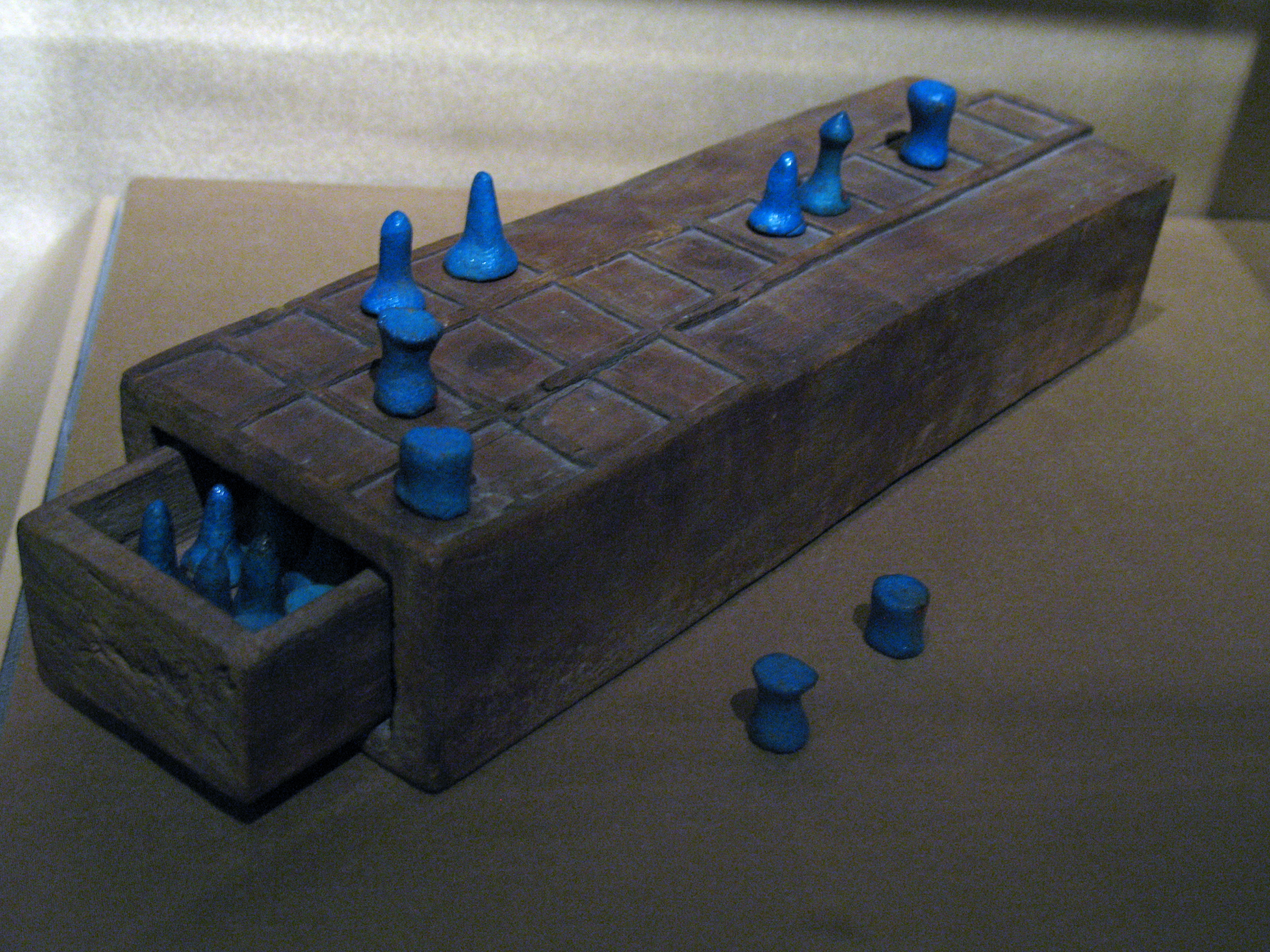
Jeu de senet